# Šon Pol
Šon Pol Frensis Enrike (engl. Sean Paul Francis Henrique), skraćeno Šon Pol, je denshol muzičar sa Jamajke koji je rođen 9. januara 1973. godine.

## Život i karijera

### 1973—1995: Mladost
Šon Pol je rođen u Kingstonu na Jamајci i proveo je svoju mladost u distriktu Svetog Andreje (engl. Saint Andrew District), nekoliko kilometara severno od mesta gde se rodio. Njegovi roditelji, Gart (engl. Garth) i Frensis (engl. Frances) su oboje bili veoma talentovani atletičari a njegova majka je bila i poznata slikarka. Njegov deda sa očeve strane je bio sefardski jevrejin čija porodica je imigrirala iz Portugal-a a njegova baba sa majčine strane je bila afro-karipskog porekla. Njegova majka je engleskog i kinesko-jamajkanskog porekla. Šon Pol je bio odgajan kao katolik. Mnogi članovi njegove porodice su plivači. Njegov deda je bio u prvom nacionalnom vaterpolo timu Jamajke a otac mu je takođe bio u vaterpolo timu u 60-tim godinama prošlog veka ali se i takmičio u plivanju na dužim razdaljinama dok je njegova majka bila plivačica leđnim stilom. Šon Pol je nastupao za vaterpolo reprezentaciju svoje zemlje od trinaeste do dvadeset prve godine. Ipak, on je odustao od sporta kako bi se posvetio muzičkoj karijeri. Išao je u Volmers, mušku gimnaziju (engl. Wolmers High School), Beler gimnaziju (engl. Belair High School) i Fakultet za umetnost, nauku i tehnologiju (engl. CAST) koji je danas poznat kao Tehnološki Univerzitet (engl. UTech) gde je studirao trgovinu - smer hotelijerski menadžment.

### 1996—2004: Stage One i Dutty Rock
Šon Pol je imao kratku ulogu u filmu Beli (engl. Belly) iz 1998. godine gde je prvi put nastupio na stejdžu. 2000 godine Šon Pol izdaje njegov album prvenac koji se zove Stejdž Van (engl. Stage One) uz podršku producentske kuće VI Pi Rekords (engl. VP Records). U 2002. godini on počinje puno da radi sa timom producenata i koreografa iz Toronta, naročito Džej Blejz-om (eng. Jae Blaze) i kompanijom Blejz Enterteinment (engl. Blaze Entertainment) i tada najavljuje njegov drugi ablum D-ti Rok (engl. Dutty Rock). Singlovi „Gimme the Light" i „Get Busy" koji je bio na vrhu Billboard Hot 100 liste su predstavljali njegov „katapult" u uspeh. Album je doživeo uspeh u celom svetu i bio je prodat u više od šest miliona primeraka. U isto vreme Šon Pol se pojavio zajedno sa Bijonse (engl. Beyonce) u pesmi „Baby Boy" koja je bila broj jedan u Americi kao i u pesmi „Breathe" koju je izvodila Blu Kantrel (engl. Blu Cantrell) i koja je bila pravi hit u Evropi. Obe pesme su imale značajan uticaj nja njegovu reputaciju u Americi.
U ovom periodu on se pojavio i u emisijama Pankt (engl. Punk'd), 106&Park, Sean Paul Respect, emisiji o tome kako se snimaju video spotovi - Making the Video („Get Busy", „Gimme the Light" i „Like Glue") i njegovi video spotovi su bili prikazivani na MTV-ju i BET-ju. Njegovi najveći hitovi su „Get Busy", „Like Glue", „Gimme the Light", „Baby Boy" i „I'm Still in Love with You".

### 2005—2008: The Trinity
Treći album Šon Pol-a je bio Triniti (engl. The Trinity) i on je bio izdat u septembru 2005. godine. Na albumu su se pojavilo pet velikih hitova: „We Be Burnin", „Ever Blazin", „Give it Up to Me", „Never Gonna Be The Same" kao i pesma „Temperature" koja je oborila rekorde na top listama u Americi.
Video „(When You Gonna) Give It up to Me" sa R&B pevačicom Kišom Koul (engl. Keysha Cole) se takođe pojavio u filmu „Step Up" iz 2006. godine.
On je bio nominovan za četiri nagrade na Bilbord muzičkim nagradama (engl. Billboard Music Awards) u 2006. godini, a to su bile nagrade za najboljeg muškog izvođača godine, rep izvođača, najboljih 100 godišnjih singlova, najbolju pop pesmu za njegov hit „Temperature". On je takođe osvojio nagradu na Američkim muzičkim nagradama (engl. American Music Award) za pesmu „(When You Gonna) Give It up to Me" gde je pobedio izvođače kao što su Kanje Vest (engl. Kanye West) i Nik Laki (engl. Nick Lachey) koji su takođe bili nominovani za tu nagradu.
Njegova pesma „Send it On" sa albuma „Trinity" se pojavila i u reklami za automobil Vokshol Motors-a (engl. Vauxhall) Opel Corsa-u u 2005 godini. Šon Pol je često učestvovao na kompilacijama rege i denshol izvođača pod etiketom Vi Pi Rekords-a (engl. Riddim Driven albums). U martu 2007. on se vratio u rodnu Jamaiku kako bi nastupao na otvaranju Svetskog Kriket Kupa 2007 (engl. Cricket World Cut 2007).
Šon Pol se takođe pojavljuje i u igrici Def Jam Fight for NY u timu repera Snup Dog-a (engl. Snoop Dogg) kao i nastavku igrice Def Jam: Icon.

### 2009—2010: Imperial Blaze
Najnoviji album Šon Pol-a je „Imperial Blaze" koji se pojavio 18. avgusta 2009. godine. Glavni singl „So Fine" koji je producirao Stiven "Genije" Makgregor (engl. Stephen "Di Genious" McGregor) je doživeo svoju premijeru na oficijelnom sajtu Šon Pol-a u aprilu 2009. godine.
U razgovoru sa Pit Luis-om (engl. Pete Lewis) iz „Blues & Soul" magazina u avgustu 2009. godine Šon Pol je izjavio da album „Imperial Blaze" „predstavlja "Kraljevsku Vatru": to je ona stvar duboko u nama što nam daje želju da uradimo šta god želimo i da u tome budemo najbolji na svetu".
Novi album se sastoji od 20 pesama kao što su „So Fine", „Press it up", „She want me", „Private Party" koje su klupske pesme ali na ovom albumu se mogu pronaći i ljubavne pesme kao što su „Hold my hand" sa pevačicom Keri Hilson (engl. Keri Hilson), „Lately", „Now that I've got your love", i druge. Neki od producenata sa ovog albuma su Don Korleone (engl. Don Corleone), Džeremi Harding (engl. Jeremy Harding), Šon-ov brat Džejson "Džigzagula" Henri (engl. Jason "Jigzagula" Henriques). Sve završene pesme su se pojavile na Pol-ovoj Maj Spejs (engl. My Space) stranici na dan kada je bio izdat album.
Do sada se pojavilo osam muzičkih spotova „Always On My Mind" sa rege pevačem Da Vil-om (engl. Da'Ville), „Watch Them Roll", „Back It Up", „(I Wanna See You)", „Push it Baby" sa pevačem Priti Riki-jem (engl. Pretty Ricky), „Hit Em" sa Faranhajt]-om (engl. Fahrenheit) i njegovim bratom Džejson-om Henri-jem, „Come Over" sa pevačicom Estel (engl. Estelle) i takođe video spot za njegov prvi singl "So Fine" sa njegovog novog albuma.
Šon Pol se nedavno pojavio u video spotu „Save a Life" rege izvođača Shegi-ja (engl. Shaggy) u kojem su se takođe pojavili i izvođači kao što su Elefant Men (engl. Elephant Man) i De Vil između ostalih. U pokušaju prikupljanja novca za dečju bolnicu, Šegi, Šon Pol i drugi će uskoro održati humanitarni koncert. Sva prikupljena sredstva će ići u kupovinu nove opreme i tehnologije za pomoć „Bustamante Bolnici za Decu" (engl. Bustamante Hospital for Children). Šon Pol je takođe nastupao u remiksu pesme Dendžrs (engl. Dangerous) sa izvođačima Kardinal Ofišal-om (engl. Kardinal Offishall) i Ejkon-om (engl. Akon).

## Diskografija
- Stage One (2000)
- Dutty Rock (2002)
- The Trinity (2005)
- Imperial Blaze (2009)
- Tomahawk Technique (2012)

## Nagrade i Nominacije
- Američke muzičke nagrade
  - 2006, Omiljeni pop/rok muški izvođač - Favorite Pop/Rock Male Artist (osvojio)
  - 2003, Omiljeni hip-hop/rap muški izvođač - Favorite Hip-Hop/Rap Male Artist (nominovan)
  - 2003, Omiljeni hip-hop/rep album D-ti Rok - Favorite Hip-Hop/Rap Album Dutty Rock (nominovan)

- BET nagrade
  - 2003, Najbolji novi izvođač - Best New Artist (nominovan)

- Gremi nagrade
  - 2006, Najbolji rege album - Best Reggae Album: The Trinity (nominovan)
  - 2004, Najbolji novi izvođač - Best New Artist: (nominovan)
  - 2004, Najbolji rege album - Best Reggae Album: Dutty Rock (osvojio)
  - 2004, Najbolji muški solo rep nastup - Best Male Rap Solo Performance: "Get Busy" (nominovan)

- MOBO nagrade
  - 2009, Najbolji rege nastup - Best Reggae Act (osvojio)
  - 2006, Najbolji rege nastup - Best Reggae Act (osvojio)
  - 2005, Najbolji rege nastup - Best Reggae Act (nominovan)

- MTV video muzičke nagrade
  - 2006, Najbolji dens video za pesmu "Temperature" - Best Dance Video "Temperature" (nominovan)
  - 2003, Najbolji dens video za pesmu "Get Busy" - Best Dance Video "Get Busy" (nominovan)
  - 2003, Najbolji novi izvođač za pesmu "Get Busy" - "Best New Artist "Get Busy" (nominovan)

- Soul Train nagrade
  - 2009, Najbolje rege izvođač - Best Reggae Artist (osvojio)
  - 2007, Najbolja dens numera za pesmu "When You Gonna (Give It Up to Me)" - Best Dance Cut "When You Gonna (Give It Up to Me)" (nominovan)

## Spoljašnje veze
- Званични веб-сајт
- Fan klub
- Sean Paul на веб-сајту  (језик: енглески)